# Brownington (Misuri)
Brownington es un pueblo ubicado en el condado de Henry en el estado estadounidense de Misuri. En el Censo de 2010 tenía una población de 107 habitantes y una densidad poblacional de 341,43 personas por km².

## Geografía
Brownington se encuentra ubicado en las coordenadas 38°14′42″N 93°43′22″O / 38.24500, -93.72278. Según la Oficina del Censo de los Estados Unidos, Brownington tiene una superficie total de 0.31 km², de la cual 0.31 km² corresponden a tierra firme y (0%) 0 km² es agua.

## Demografía
Según el censo de 2010, había 107 personas residiendo en Brownington. La densidad de población era de 341,43 hab./km². De los 107 habitantes, Brownington estaba compuesto por el 95.33% blancos, el 0% eran afroamericanos, el 2.8% eran amerindios, el 0% eran asiáticos, el 0% eran isleños del Pacífico, el 0% eran de otras razas y el 1.87% pertenecían a dos o más razas. Del total de la población el 0% eran hispanos o latinos de cualquier raza.